# Chaussure minimaliste

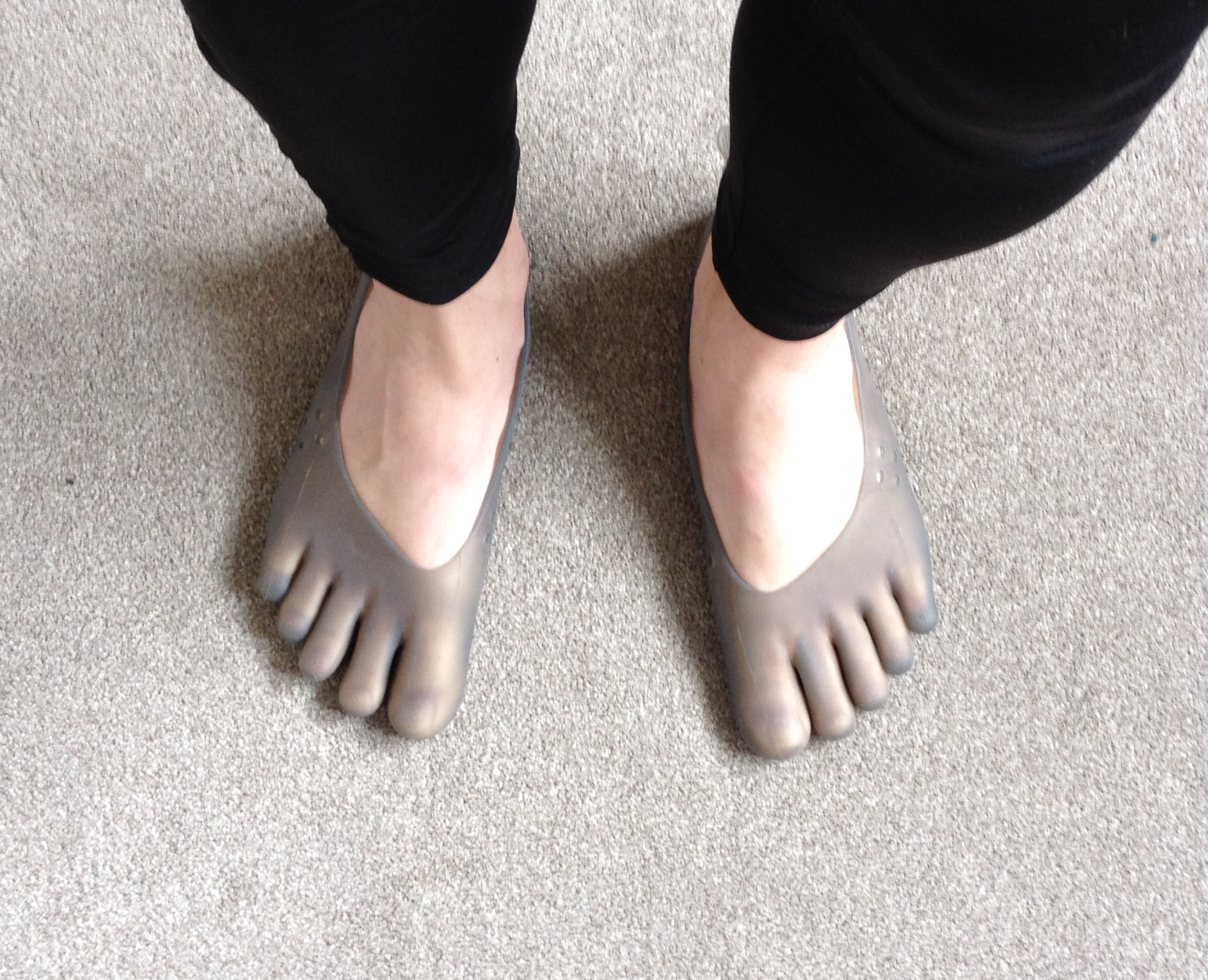
Evoskins - Type de chaussures minimalistes.

Une chaussure minimaliste est un type de chaussure légère et peu structurée.

## Description
Ce type de chaussure peut prendre diverses formes telle que celle de la sandale, les huaraches, le gant de pied, il est utilisé dans le cadre sportif de la course à pied.

## Origine sportive
La chaussure minimaliste est utilisée dans le cadre de la pratique du « courir naturel » qui est une tendance sportive qui englobe aussi celle de la course à pied pieds-nus et celle de la course à pied minimaliste et qui vise à atteindre une course qualifiée de plus physiologique.
Cette utilisation a ainsi été très influencée par la mode de la course à pied pieds-nus popularisée par les champions olympiques Herb Elliott et Abebe Bikila en 1960 ou encore, plus récemment, par l'expérience de Michael Randall Hickman dit « Micah True » et surnommé « El Caballo blanco », un coureur de longue distance à la recherche de plus de spiritualité et de philosophie dans sa pratique de la course qui a partagé sa vie avec un groupe autochtone du Mexique, les tarahumaras, qui se déplacent essentiellement en courant avec des sandales légères (les huaraches) dans leurs déplacements quotidiens. En 2009 Christopher McDougall
 a écrit le livre Born to Run  qui s'inspire de l'expérience de Micah True auprès des tarahumaras et qui a été un vecteur important dans la diffusion de l'idée du « courir naturel ».

## Controverse
L'utilisation de la chaussure minimaliste est controversée en raison de risques de blessure plus important que dans le cas de l'utilisation de chaussures de course avec un amorti au niveau de la semelle. Mais il n'y a pas de consensus sur les bienfaits ou les dommages que pourrait apporter le port de ce type de chaussure aux coureurs à pied.